# Аккаризио, Альберто
Альберто Аккаризио (итал. Alberto Accarisio; 1497, Ченто — 1544, там же), известный также как Аккаризи (итал. Accarisi), Аккариджи (итал. Accarigi) или Аккариза — итальянский филолог XVI века. Наиболее известен как автор одного из первых словарей итальянского языка.

## Биография
Родился в 1497 году в итальянском городе Ченто.
Одной из наиболее известных работ Аккаризио является оконченная и опубликованная в Болонье в 1536 году Grammatica volgare, которая впоследствии была неоднократно переиздана, а также переведена в 1555 году в Лёвене на французский. Главным и наиболее важным трудом учёного, однако, стала не она, а словарь Vocabolario, Grammatica et Orthographia de la lingua volgare, con isposizioni di molti luoghi di Dante, del Petrarca et del Boccaccio, изданный в 1543 году в Ченто и переизданный в 1550 году в Венеции — посвящённая, как видно из названия, в первую очередь вопросам  грамматики и лексики итальянского языка. Данный труд являлся третьим созданным словарём итальянского языка, после Raccolta di voci del Decamerone Лучилио Минерби, который был издан в 1535 году, и Vocabolario di cinquemila vocabuli Toschi Фабричио Луна, изданного годом позже.
Умер Альберто Аккаризио в 1544 году.